# Tordinci
Tordinci – wieś w Chorwacji, w żupanii vukowarsko-srijemskiej, w gminie Tordinci. W 2011 roku liczyła 739 mieszkańców.